# Gloster Meteor
A Gloster F.41 Meteor az első Nagy-Britanniában fejlesztett sugárhajtású vadászgép.

## Történelmi háttér
A sugárhajtóművekkel végzett kísérletek, és az ehhez szervesen hozzátartozó új aerodinamikai és repülőgép technológiai ismeretek magas szintre jutottak a második világháború második felére. Németország és Nagy-Britannia egyaránt képes volt a háború végén a teljes harcértékű és bevetésre alkalmas sugárhajtású gépek gyártására. Németországban ilyen repülőgéptípus volt a Me 262 és az Ar 234.
A Meteor különösen fontos típusnak tekinthető, mert ez volt a második világháború egyetlen brit (és szövetséges) sugárhajtású vadászgépe, amelyet alkalmasnak minősítettek csapatszolgálatra. Az akkori sugárhajtóművek viszonylag kis tolóereje miatt két hajtóművet kellett alkalmazni, de a Meteor, az erőforrást leszámítva, teljesen szokványos sárkánnyal készült el. Még a Me 262-es akkor korszerűnek számító nyilazott szárnya sem volt meg rajta.

## Fejlesztés
Nagy-Britanniában Frank Whittle volt a sugárhajtó-művekkel végzett kísérletek vezetője. Az első angol sugárhajtású repülőgép, a Gloster E.28/39 kísérleti gép 1941 májusában szállt fel először, és mivel Whittle és a Gloster vállalat egyaránt érdekelt volt ebben, logikus lépés volt, hogy a jövőben is együtt dolgozzanak a sugárhajtású, harci bevetésre is alkalmas repülőgép kidolgozásában. Ez a munka vezetett a Gloster F.41 Meteor létrejöttéhez.

### Prototípusok
Nyolc prototípust készítettek, és a sorozat ötödik gépe volt az első Meteor, amely 1943 márciusában megtette az első repülést két, körülbelül 680 kp tolóerejű de Havilland Halford H.1 sugárhajtóművel.

### Sorozatgyártott változatok
A sorozatgyártás húsz Mk.I-es repülőgéppel kezdődött erősebb, 822 kp tolóerejű Rolls-Royce Welland hajtóművekkel. Tapasztalatcsereként az elkészült repülőgépek közül egyet elcseréltek az amerikai Bell YP-59A Aircomet sugárhajtóműves repülőgéppel, az első igazi sugárhajtású amerikai géppel, amely viszont nem érett még meg a csapatpróbákra.
16 Meteor Mk.I-est 1944 júliusában adtak át a RAF 616. századának, így ez lett a világ első katonai egysége, amely szokványos üzemi körülmények között sugárhajtású repülőgépet használt. A század a Meteorokat hamarosan bevetette a német V1-es siklóbombák ellen – kettőt hamarosan meg is semmisítettek (1944. augusztus 4-én) Dél-Anglia felett.
Az első nagyobb sorozatban gyártott modell a Meteor Mk.III-as volt, ezekből 210 hagyta el a Gloster cég üzemét. A sorozatból az első 15 repülőgép Welland, a többi Rolls-Royce Derwent hajtóművekkel készült, és a sorozat utolsó 15 gépén módosították a hajtóműburkolatot.
Két Meteorokkal felszerelt RAF század a Szövetséges 2. Harcászati Légi Hadsereg keretében repült a háború utolsó heteiben az európai kontinens felett, de arról nincs feljegyzés, hogy Meteorral közelharcba kerültek volna valaha is a német sugárhajtású vadászgéppel, a Me 262-essel. A sugárhajtású gépekkel vívott közelharcra még várni kellett, erre csak a koreai háború alatt került sor 1950-től.
Egy Meteort Mk.III-ast 1588 kp-os Derwent hajtóművekkel építettek át. Ez a gép 1945 közepén repült először, és a háború után gyártott Meteor Mk.IV-esek prototípusának tekinthető. Az összes további Meteor fejlesztések már a háború utáni korszakra maradtak. Az új sugárhajtású típus nagymértékben hozzájárult ahhoz, hogy a légi háború és a bevetett repülőgépek képe alig néhány év elteltével örökre megváltozzon.

## Galéria

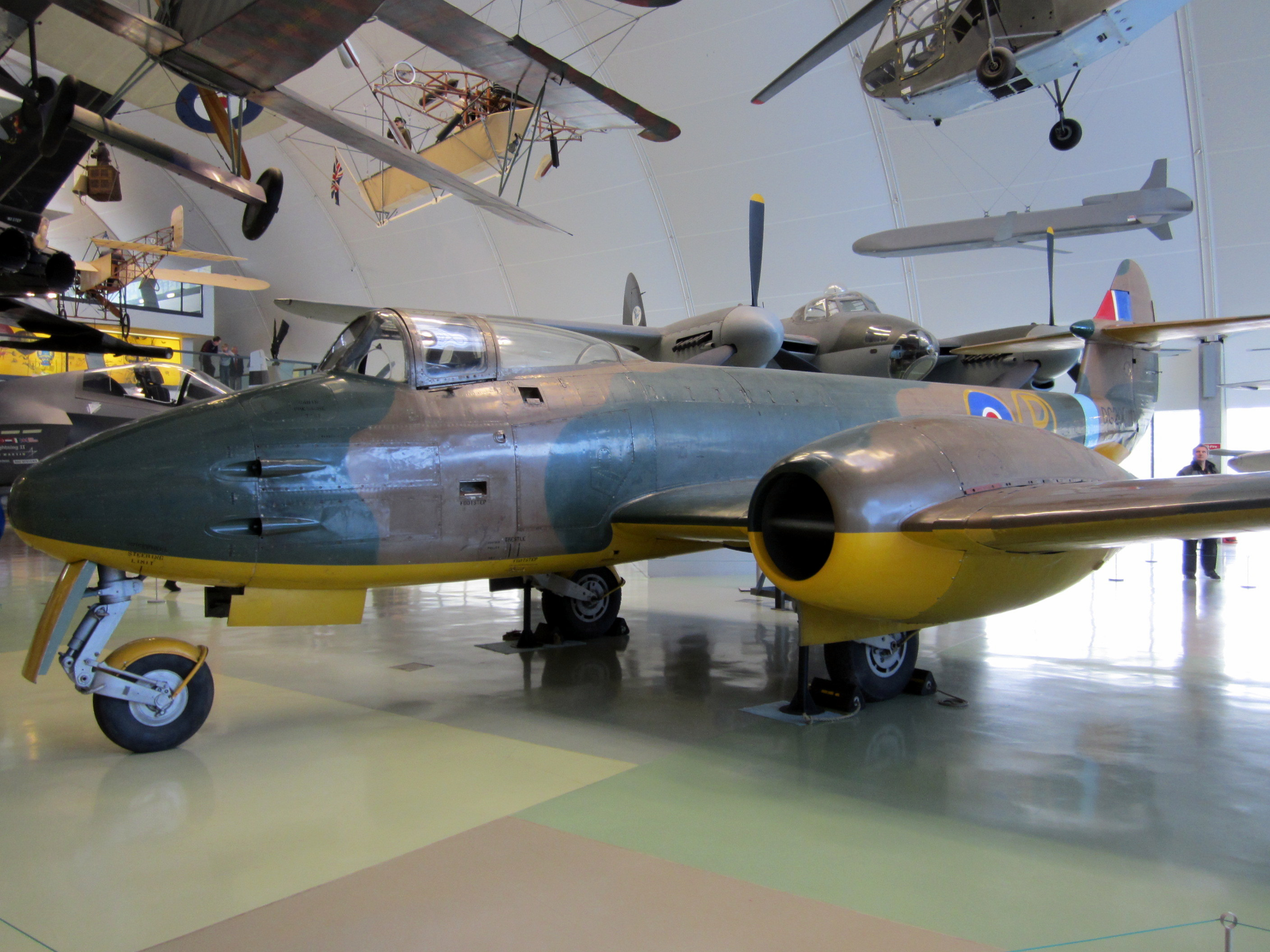
A Gloster Meteor prototípusa múzeumban, 2011-ben.
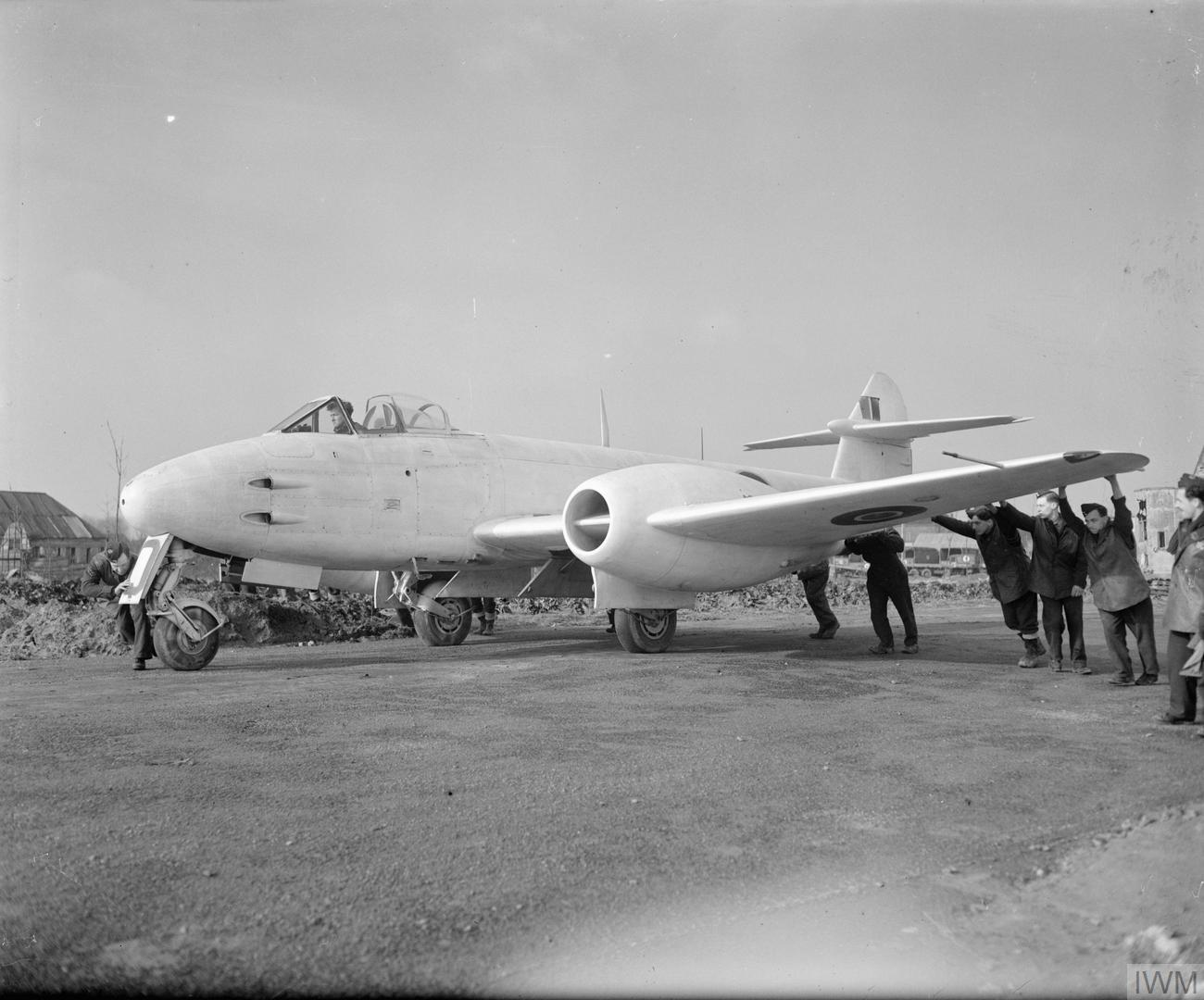
A Royal Air Force 616. századának egyik Gloster Meteor F.3 repülőgépe.
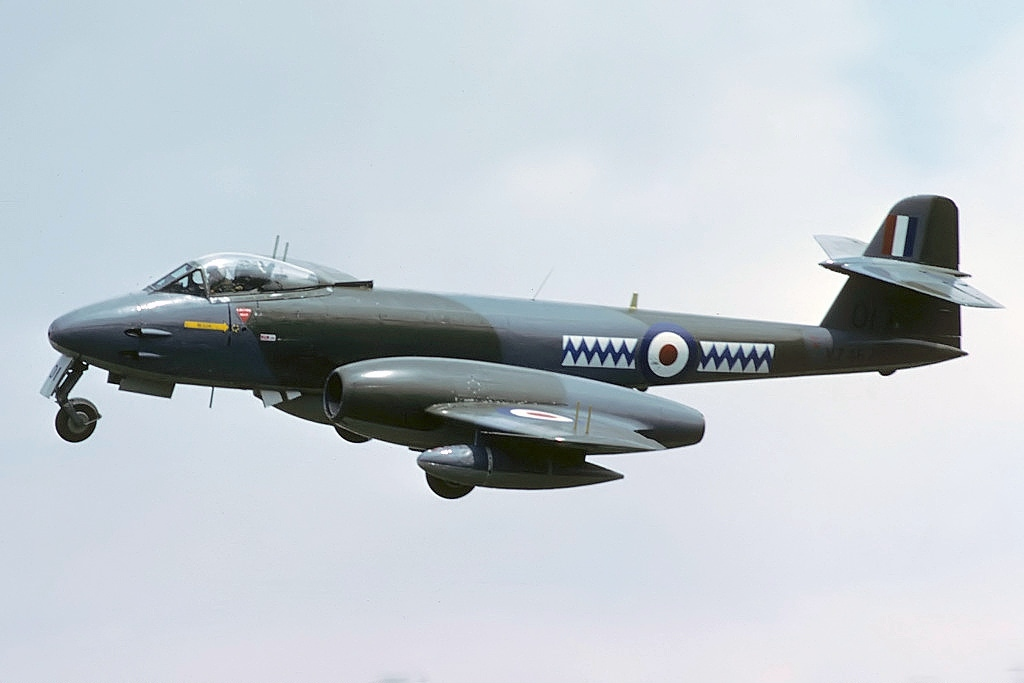
Brit Gloster Meteor F8-as 1986-ban.